# Симоне, Элеонора
Элеонора Симоне (фр. Eléonore Simonet; род. 26 ноября 1997, Льеж, Валлония) — бельгийский политический деятель. Член франкоязычной партии «Реформаторское движение». Министр среднего класса, частного, малого и среднего предпринимательства Бельгии с 3 февраля 2025 года. Депутат парламента Брюссельского столичного региона с 2024 года.

## Биография
Родилась 26 ноября 1997 года в Льеже.
Её отец — Жак Симоне (1963—2007), член «Реформаторского движения», министр-президент Брюссельского столичного региона (1999—2000, 2004). Её дед — Анри Симоне (1931—1996), член Социалистической партии, заместитель председателя Европейской комиссии, возглавляемой Ортоли (1973—1977), министр иностранных дел (1977—1980).
Получила степень бакалавра права в Университете Сен-Луи в Брюсселе (2020) и степень магистра права в Лувенском католическом университете (2022).
Является членом Брюссельской коллегии адвокатов.

## Политическая карьера
По результатам региональных выборов 9 июня 2024 года получила 4522 голоса и избрана депутатом парламента Брюссельского столичного региона. Также заседает в парламенте французского сообщества.
3 февраля 2025 года назначена министром среднего класса, частного, малого и среднего предпринимательства в коалиционном правительстве под руководством премьер-министра Барта де Вевера.

## Личная жизнь
Живёт в коммуне Волюве-Сен-Ламбер.